# Schlacht von Tanagra (426 v. Chr.)
Sybota – Potidaia – Spartolos – Stratos – Naupaktos – Plataiai – Olpai – Tanagra – Pylos – Sphakteria – Korinth – Megara – Delion – Amphipolis – Mantineia – Melos – Syrakus – Milet – Syme – Eretria – Kynossema – Abydos – Kyzikos – Ephesos – Chalkedon – Byzanz – Andros – Notion – Mytilene  – Arginusen – Aigospotamoi
Die Schlacht von Tanagra fand während des Peloponnesischen Krieges im Jahre 426 v. Chr. zwischen Athen und den mit Sparta verbündeten Truppen Thebens und Tanagras statt.
Im Jahre 426 v. Chr. landete die athenische Flotte von 60 Schiffen unter Nikias, die ursprünglich zur Niederwerfung der Insel Melos ausgelaufen war, im Osten Böotiens bei Oropos. Von dort marschierten die mitgeführten 2.000 Hopliten gegen die Stadt Tanagra, wobei weitere athenische Truppen, die von Hipponikos und Eurymedon auf dem Landweg über das Parnes-Gebirge herangeführt wurden, unterwegs zu ihnen stießen. Bei Tanagra gelang ihnen ein klarer Sieg über die Truppen Thebens und Tanagras, doch zogen sich die Athener nach der Schlacht wieder nach Attika zurück.
Zwei Jahre später brachte Athen einen ähnlichen Feldzugsplan gegen Boiotien erneut zur Ausführung, doch endete die daraus resultierende Schlacht am Delion mit einer klaren Niederlage Athens.